# Караїсен
Кара́їсен (болг. Караисен) — село у Великотирновській області Болгарії. Входить до складу общини Павликени.

## Населення
За даними перепису населення 2011 року у селі проживали 1103 особи.
Національний склад населення села:
| Національність   | Кількість осіб | Відсоток |
| ---------------- | -------------- | -------- |
| болгари          | 1072           | 99,5%    |
| турки            | 3              | 0,3%     |
| цигани           | 0              | 0%       |
| Всього відповіли | 1077           |          |

Розподіл населення за віком у 2011 році:
Динаміка населення: